# مايك سوتون (لاعب كرة قدم أمريكية)
مايك سوتون (بالإنجليزية: Mike Sutton)‏ هو لاعب كرة قدم أمريكية أمريكي، ولد في 25 أبريل 1975 في جاكسونفيل في الولايات المتحدة.

## وصلات خارجية
- مايك سوتون على موقع مرجع كرة القدم المحترفة.كوم (الإنجليزية)